# Tolino Epos 2

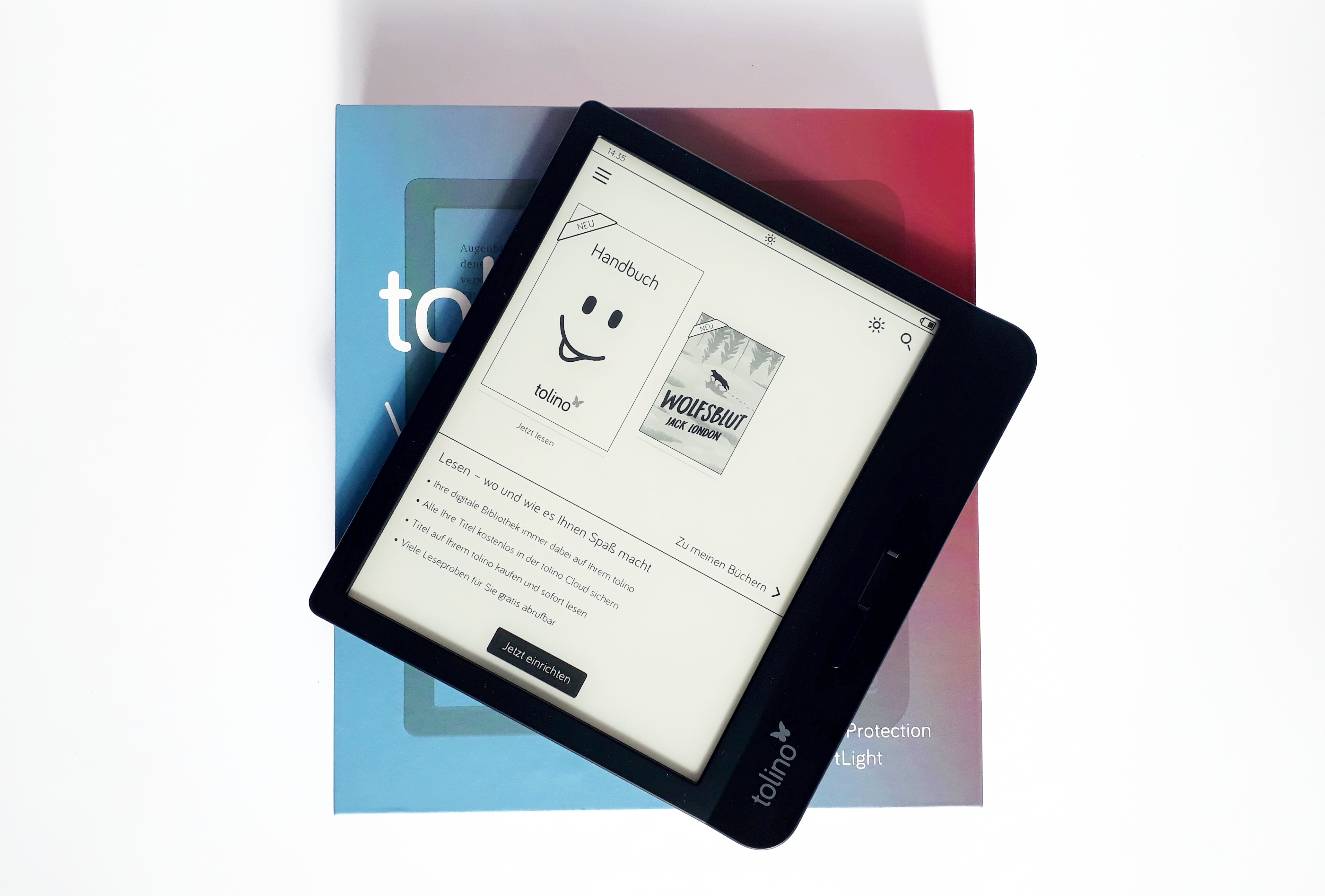
Tolino Epos 2 – Frontansicht inkl. Verpackung

Der Tolino Epos 2 ist ein 8 Zoll (20,32 cm) großer E-Book-Reader der Tolino-Allianz, der zur Frankfurter Buchmesse 2019 veröffentlicht wurde. Das Modell ist baugleich zum 2018 herausgebrachten Kobo Forma.
Wie auch das Vorgängermodell Epos, verfügt er über einen Wasserschutz nach IPX8-Standard. Das bedeutet, dass das Gerät in bis zu 2 Meter Süßwasser-Tiefe für 60 Minuten vor eindringendem Wasser geschützt sein soll. Auch die technische Ausstattung wie der 1-GHz-NXP-i.MX6-Prozessor, 512 MB Arbeitsspeicher und 8 GB interne Speicherplatz, von dem ca. 6 GB für Nutzerinhalte bereitstehen, ist gleich geblieben.
Neu hingegen ist das größere E-Ink-Carta-Displayformat, welches eine Auflösung von 1440 × 1920 Pixeln (300 ppi) bietet und mit der smartLight-Technologie ausgestattet ist. Integriert ist dieses Display in ein neu designtes Gehäuse mit Haltegriff und Blättertasten. Das Außenformat des Epos 2 beträgt 159 × 177,5 × 3,9 mm (mit 6,72 mm Griffleiste). Dabei wiegt das Gerät 195 g.
Das Nachfolgemodell Tolino Epos 3 ist seit 9. September 2022 verfügbar.